# 1953 في البرتغال
فيما يلي قوائم الأحداث التي وقعت خلال عام 1953 في البرتغال.

## رياضة
- 1 يناير – الدوري البرتغالي الممتاز 1952-53 الفائز سبورتينغ لشبونة.

## مواليد

### يناير
- 1 يناير – ألفريدو كونا مصور برتغالي.
- 1 يناير – أنطونيو كوستا بينتو
- 1 يناير – أنطونيو لويس كوستا

### مارس
- 11 مارس – فيليبي سواريس فرانكو لاعب كرة قدم برتغالي.
- 18 مارس – تريزا مادروجا ممثلة برتغالية.
- 30 مارس – نيلو فينغادا لاعب كرة قدم.

### أبريل
- 10 أبريل – كارلوس كويلو لاعب كرة قدم برتغالي.

### يونيو
- 15 يونيو – خوسيه كارفاليو

### أكتوبر
- 19 أكتوبر – بيرنارديتو بيدروتو
- 31 أكتوبر – خوسيه البرتو كوستا لاعب كرة قدم برتغالي.

### نوفمبر
- 2 نوفمبر – لويس فيليبي مينيزيس سياسي برتغالي.
- 19 نوفمبر – أنتونيو باستوس لوبيز لاعب كرة قدم برتغالي.

### ديسمبر
- 24 ديسمبر – خوسيه ريبيرو إي كاسترو سياسي برتغالي.

## وفيات

### سبتمبر
- 11 سبتمبر – أنطونيو ماريا لشبونة (مواليد 1928)